# Euchone rosea
Euchone rosea är en ringmaskart som beskrevs av Langerhans 1884. Euchone rosea ingår i släktet Euchone och familjen Sabellidae. Inga underarter finns listade i Catalogue of Life.